# 에어아시아 X의 운항 노선
2024년 2월 기준으로 에어아시아 X의 운항 노선은 다음과 같다.

## 운항 노선

### 아시아

#### 동아시아
- 대한민국
  - 서울 - 인천국제공항
  - 부산 - 김해국제공항
  - 제주 - 제주국제공항
- 중화인민공화국
  - 베이징 - 베이징 서우두 국제공항
  - 상하이 - 상하이 푸둥 국제공항
  - 시안 - 시안 셴양 국제공항
  - 우한 - 우한 톈허 국제공항
  - 정저우 - 정저우 신정 국제공항
  - 청두 - 청두 솽류 국제공항
  - 충칭 - 충칭 장베이 국제공항
  - 항저우 - 항저우 샤오산 국제공항
- 일본
  - 도쿄 - 하네다 국제공항
  - 오사카 - 간사이 국제공항
  - 삿포로 - 신치토세 공항
  - 후쿠오카 - 후쿠오카 국제공항
  - 오키나와 - 나하 공항
- 중화민국
  - 타이베이 - 타이완 타오위안 국제공항

#### 동남아시아
- 말레이시아
  - 쿠알라룸푸르 - 쿠알라룸푸르 국제공항 허브
- 인도네시아
  - 덴파사르 - 응우라라이 국제공항 허브

#### 남아시아
- 네팔
  - 카트만두 - 트리부반 국제공항
- 몰디브
  - 말레 - 말레 국제공항
- 인도
  - 델리 - 인디라 간디 국제공항 허브
  - 자이푸르 - 자이푸르 국제공항

#### 서남아시아
- 사우디아라비아
  - 제다 - 킹 압둘아지즈 국제공항
  - 메디나 - 프린스 모하메드 빈 압둘아지즈 국제공항
- 이란
  - 테헤란 - 테헤란 이맘 호메이니 국제공항

### 아메리카

#### 북아메리카
- 미국
  - 호놀룰루 - 호놀룰루 국제공항

### 오세아니아
- 오스트레일리아
  - 시드니 - 시드니 킹스포드 스미스 국제공항
  - 골드코스트 - 골드코스트 공항
  - 멜버른 - 애벌론 공항
  - 퍼스 - 퍼스 공항

## 단항 노선

### 아시아

#### 동아시아
- 중화인민공화국
  - 톈진 - 톈진 빈하이 국제공항
- 일본
  - 도쿄 - 나리타 국제공항
  - 나고야 - 주부 센토레아 국제공항

#### 남아시아
- 스리랑카
  - 콜롬보 - 반다라나이케 국제공항
- 인도
  - 뭄바이 - 차트라파티 시바지 국제공항

#### 서남아시아
- 아랍에미리트
  - 아부다비 - 아부다비 국제공항

### 아프리카

#### 동아프리카
- 모리셔스
  - 포트루이스 - 시우 사구르 람룰람경 국제공항

### 유럽

#### 서유럽
- 영국
  - 런던 - 런던 개트윅 국제공항
  - 런던 - 런던 스탠스테드 국제공항
- 프랑스
  - 파리 - 파리 오를리 공항

### 오세아니아
- 뉴질랜드
  - 오클랜드 - 오클랜드 국제공항
  - 크라이스트처치 - 크라이스트처치 국제공항
- 오스트레일리아
  - 애들레이드 - 애들레이드 공항